# 2015 au théâtre
| Années du théâtre : 2012 - 2013 - 2014 - 2015 - 2016 - 2017 - 2018    |
| Décennies du théâtre : 1980 - 1990 - 2000 - 2010 - 2020 - 2030 - 2040 |

Cet article présente les faits marquants de l'année 2015 au théâtre.

## Événements
- 1er juin : Carole Thibaut est nommée directrice du théâtre des Îlets, CDN de Montluçon-Auvergne, pour une prise de fonction en janvier 2016.
- Tournée en France, en Belgique et en Suisse du spectacle comique de magie Magic Delirium d'Éric Antoine.

## Pièces de théâtre publiées
- 22 décembre : La Médiation de Chloé Lambert, éd. L'avant-scène théâtre, Collection des quatre vents

## Récompenses
- 26 janvier : Prix Plaisir du théâtre - Marcel-Nahmias : Gérard Desarthe
- 26 janvier : Prix Jean-Jacques-Gautier : Thomas Jolly
- 12 avril : 39e cérémonie des Laurence Olivier Awards
- 27 avril : 27e cérémonie des Molières
- 7 juin : 69e cérémonie des Tony Awards
- 22 juin : Prix du Syndicat de la critique
- 25 juin : Grand prix du théâtre de l'Académie française : Joël Pommerat pour l'ensemble de son œuvre dramatique
- 23 novembre : Prix du Brigadier : Michel Fau, acteur et metteur en scène de Un amour qui ne finit pas au théâtre Montansier et au théâtre de l'Œuvre et de Fleur de cactus au théâtre Antoine-Simone-Berriau. Brigadier d'honneur : Jacques Sereys pour l'ensemble de sa carrière
- 9 décembre : Grand prix de littérature dramatique : Michel Vinaver pour Bettencourt boulevard ou Une histoire de France

## Décès

### Premier trimestre

#### Janvier
- 6 janvier : Marcel Cuvelier (°1924)
- 7 janvier : Rod Taylor (°1930)
- 24 janvier : José Artur (°1927)
- 26 janvier : Louisa Colpeyn (°1918)
- 29 janvier : Amparo Baró (°1937)
- 30 janvier : Geraldine McEwan (°1932)
- 30 janvier : Carl Djerassi (°1923)

#### Février
- 3 février : Mary Healy (°1918)
- 10 février : Corinne Le Poulain (°1948)
- 10 février : Manrico Gammarota (°1955)
- 11 février : Roger Hanin (°1925)
- 11 février : Anne Cuneo (°1936)
- 14 février : Louis Jourdan (°1921)
- 20 février : Gérard Calvi (°1922)
- 20 février : Thérèse Quentin (°1929)
- 21 février : Luca Ronconi (°1933)
- 26 février : Pascal Brunner (°1963)
- 26 février : Giacomo Rondinella (°1923)
- 27 février : Leonard Nimoy (°1931)
- 1er mars : Daniel von Bargen (°1950)

#### Mars
- 8 mars : Philippe Tiry (°1927)
- 16 mars : Buddy Elias (°1925)
- 25 mars : Ivo Garrani (°1924)
- 27 mars : André Thorent (°1922)
- 28 mars : Gene Saks (°1921)

### Deuxième trimestre

#### Avril
- 3 avril : Vivian Nathan (°1916)
- 3 avril : Robert Rietti (°1923)
- 5 avril : Richard Dysart (°1929)
- 5 avril : Sid Ali Kouiret (°1933)
- 5 avril : Julie Wilson (en) (°1924)
- 9 avril : Nina Companeez (°1937)
- 10 avril : Judith Malina (°1926)
- 13 avril : Günter Grass (°1927)
- 15 avril : Jonathan Crombie (°1966)
- 22 avril : Gennadi Vengerov (°1959)
- 26 avril : Jayne Meadows (°1919)
- 28 avril : Antônio Abujamra (°1932)
- 29 avril : Jean Lescot (°1938)

#### Mai
- 30 avril : Patachou (°1918)
- 1er mai : Grace Lee Whitney (°1930)
- 4 mai : Ellen Albertini Dow (°1913)
- 13 mai : Arlette Thomas (°1927)
- 23 mai : Anne Meara (°1929)
- 26 mai : Bob Hornery (en) (°1931)
- 29 mai : Betsy Palmer (°1926)

#### Juin
- 6 juin : Pierre Brice (°1929)
- 13 juin : Sergio Renán (°1933)
- 16 juin : Tony Ranasinghe (°1937)
- 16 juin : Guy Piérauld (°1924)
- 21 juin : Veijo Meri (°1928)
- 22 juin : Félix Ascot (°1936)
- 23 juin : Magali Noël (°1931)

### Troisième trimestre

#### Juillet
- 4 juillet : Étienne Bierry (°1918)
- 8 juillet : Monique Joly (°1933)
- 10 juillet : Roger Rees (°1944)
- 15 juillet : Jacques Thébault (°1924)
- 22 juillet : Natasha Parry (°1930)
- 23 juillet : José Sazatornil (°1925)

#### Août
- 6 août : Orna Porat (°1924)
- 19 août : Antonio Larreta (°1922)
- 20 août : Michel Corvin (°1930)
- 20 août : Lina Morgan (°1937)
- 29 août : Jean Louvet (°1934)
- 30 août : Guy Godin (°1932)
- 31 août : Barbara Brecht-Schall (°1930)

#### Septembre
- 4 septembre : Sylvie Joly (°1934)
- 7 septembre : Voúla Zoubouláki (°1924)
- 10 septembre : Franco Interlenghi (°1931)
- 10 septembre : Cosmás Koronéos (°1933)
- 12 septembre : Frank D. Gilroy (°1925)
- 15 septembre : Marc Betton (°1945)
- 15 septembre : Mihai Volontir (°1934)
- 29 septembre : Hellmuth Karasek (°1934)

### Quatrième trimestre

#### Octobre
- 2 octobre : Brian Friel (°1929)
- 4 octobre : Yves Barsacq (°1931)
- 4 octobre : Eduardo Pavlovsky (°1933)
- 5 octobre : Henning Mankell (°1948)
- 5 octobre : Jos Vandeloo (°1925)
- 16 octobre : Francesc de Paula Burguera (°1928)
- 17 octobre : Danièle Delorme (°1926)
- 25 octobre : Iouri Mamléïev (°1931)

#### Novembre
- 8 novembre : Dora van der Groen (°1927)
- 15 novembre : Dora Doll (°1922)
- 15 novembre : Saeed Jaffrey (°1929)
- 15 novembre : Saïd Tarabik (°1941)
- 18 novembre : André Valmy (°1919)
- 20 novembre : Keith Michell (°1926)
- 23 novembre : Dan Fante (°1944)
- 27 novembre : Luca De Filippo (°1948)
- 28 novembre : Luc Bondy (°1948)
- 29 novembre : Alexis Nitzer

#### Décembre
- 2 décembre : Jacques Denis (°1943)
- 2 décembre : Gabriele Ferzetti (°1925)
- 4 décembre : Laurent Violet (°1965)
- 5 décembre : Marília Pêra (°1943)
- 15 décembre : Ken Pogue (°1934)
- 19 décembre : Jacques Rampal (°1944)